# محمد طارق (لاعب كرة قدم بحريني)
محمد طارق محمد (مواليد 30 أكتوبر 1996) لاعب كرة قدم بحريني يلعب حاليا لصالح نادي الدرجة الأولى الرفاع الشرقي البحريني في مركز المهاجم من 2014.

## منتخب البحرين
شارك محمد مع منتخب البحرين الأولمبي.